# 스마트폰을 떨어뜨렸을 뿐인데 (2023년 영화)
《스마트폰을 떨어뜨렸을 뿐인데》는 2023년 공개된 대한민국의 공포 스릴러 영화이다. 김태준이 감독과 각본을 맡았으며, 시가 아키라의 동명 소설이 영화의 원작이다.

## 줄거리
나미는 스타트업 회사에서 마케터로 일하며 아버지의 카페에서 파트타임으로 일하는 평범한 여성이다. 어느 날 버스에서 스마트폰을 잃어버린 나미는, 가짜 목소리 앱을 사용하는 준영에 의해 다음 날 수리점에서 폰을 찾게 된다. 그러나 준영은 사실 나미의 스마트폰을 복제하고 스파이웨어를 설치한 뒤, 그녀의 일상을 엿보며 그녀에게 접근해 친구가 된다.
준영은 과거에도 여러 명에게 똑같은 수법을 사용했던 사이코패스였다. 그는 나미의 아버지 승우가 자신을 의심하자, 승우를 납치하여 감금한다. 한편, 형사 지만은 외딴 산에서 발견된 살인 사건을 수사하던 중, 준영이 자신의 아들임을 알게 된다. 지만은 준영의 아파트를 찾아 증거를 확보하려 하지만, 준영에게 속아 증거를 없애고 도망친다. 이 과정에서 준영이 저지른 추가 살인 사건들이 드러난다.
준영은 나미의 SNS를 이용해 회사 정보를 유출하고 나쁜 평판을 퍼뜨려 그녀를 해고시킨다. 나미는 친구 은주와 함께 해킹을 신고하려 하지만 증거 부족으로 어려움을 겪고, 오히려 준영에게 속아 은주와 갈등을 겪게 되면서 완전히 고립된다.
나미는 수리점을 다시 찾아가 그곳에서 지만과 그의 동료 형사 정호를 만나 준영이 스파이웨어 설치범임을 알아차린다. 경찰은 준영을 잡기 위해 나미의 집에 함정을 놓지만, 준영은 경찰의 감시를 피하고 오히려 나미를 조종하여 아버지를 죽이게 만든다. 그러나 나미의 구조 신호를 받고 돌아온 지만과 정호는 준영을 체포한다.
체포 후 밝혀진 사실은 준영이 지만의 아들의 신분을 도용했고, 진짜 지만의 아들은 준영의 첫 번째 해킹 피해자였다는 것이다. 나미는 아버지의 죽음에 대한 복수로 준영에게 총을 쏘지만, 사실 승우는 살아 있었다. 지만은 준영에게 총을 쏜 책임을 자신이 지고 준영은 체포된다. 결국, 나미는 일상으로 돌아와 아버지와 함께 일하고, 친구 은주와 화해하며, 잃었던 SNS 평판도 되찾는다.

## 출연진

### 주요 인물
- 천우희 : 이나미 역
- 임시완 : 오준영 역
- 김희원 : 우지만 역

### 주변 인물
- 박호산 : 이승우 역
- 김예원 : 정은주 역
- 오현경 : 오 사장 역
- 전진오 : 김정호 역
- 류성현 : 형사과장 역
- 전익령 : 정미 역
- 김주령 : 은미 역

### 그 외 인물
- 이재우
- 김민주 : 수진 역
- 강현종 : 경찰 고위직 역

### 특별출연
- 이용녀 : 인자 역
- 길해연 : 제연 역
- 최찬호 : 우준영 역
- 와디의 신발장 : 와디 역